# Thiomersal
Thiomersal, prodávaný také jako thimerosal nebo merthiolát, je organická sloučenina rtuti, používaná jako antiseptikum a antimykotikum.
Tato látka se používá jako konzervační prostředek ve vakcínách, při přípravě imunoglobulinů, testech na alergie, v antiveninech, oftalmologických výrobcích a v tetovacích inkoustech.
I přes shodu vědců, že obavy z nebezpečnosti thiomersalu nejsou opodstatněné, se jeho používání omezuje. Látka se stále přidává do vakcín proti chřipce.

## Historie
Morris Kharasch, chemik tehdy působící na Marylandské univerzitě, získal patent na thiomersal v roce 1927; Později byla sloučenina označena názvem merthiolát.
In vitro testy ukázaly, že je čtyřicetkrát až padesátkrát účinnější proti Staphylococcus aureus než fenol. Začal se používat jako antibakteriální látka a k předcházení kontaminaci u antiseptických mastí, krémů, a sprejů používaných v nemocnicích, například nosních sprejů, očních kapek, roztoků pro kontaktní čočky, imunoglobulinů, a vakcín. Thiomersal se používal jako konzervant, který umožnil použití vícedávkových nádob na vakcíny namísto dražších jednodávkových.

## Struktura a výroba
Thiomersal obsahuje rtuťnatý kation, na který jsou navázány dva ligandy, thiolát a ethylová skupina. Rozpustnost ve vodě zajišťuje karboxyl. Podobně jako u jiných dvojvazných sloučenin Hg2+ má atom rtuti lineární koordinační geometrii, velikost úhlu S-Hg-C činí 180°.
Organortuťnaté thioláty se obvykle vytváří z chloridů organortuťnatých kationtů.

## Použití

### Antiseptikum a antimykotikum
Thiomersal se převážně používá jako antiseptikum a antimykotikum. Zabraňuje závažným vedlejším účinkům, například nákaze stafylokoky; v roce 1928 byl zaznamenán případ, kdy kvůli nepřítomnosti konzervantu po očkování na záškrt zemřelo 12 z 21 očkovaných dětí.
Oproti jiným tehdy známým konzervantům, jako jsou fenol a kresol, thiomersal nesnižuje účinnost vakcín.
Bakteriostatika jako je thiomersal nejsou potřeba u vakcín v nádobách na jednu dávku.
Ve Spojených státech amerických, Evropské unii, a několika dalších zemích, se thiomersal používá jako konzervant vakcín určených pro děti.

## Toxikologické vlastnosti

### Obecná toxicita
Thiomersal je vysoce toxický při vdechnutí, pozření, a styku s kůží, objevuje se u něj bioakumulace. Je též vysoce toxický pro vodní organismy a může způsobit dlouhodobé nežádoucí účinky.
V těle se přeměňuje na ethylrtuť (C2H5Hg+) a kyselinu thiosalicylovou.
Byly popsány případy těžké otravy rtutí při náhodném vystavení této látce nebo pokusech o sebevraždu, několik z těchto případů bylo smrtelných.
Pokusy na zvířatech naznačily, že thiomersal se po podání rychle rozkládá za uvolnění ethylrtuti, cílovými orgány jsou centrální nervová soustava a ledviny. Častým příznakem je u zvířat i u lidí zhoršení motoriky. Mechanismus působení není znám.
Většina této látky se vylučuje stolicí. Ethylrtuť se z těla vylučuje s poločasem okolo 18 dnů, přičemž rozkladem vzniká několik dalších látek, jako je anorganická rtuť.
Poločas eliminace ethylrtuti v mozcích mláďat opic činil 14 dnů. Nebezpečí ohledně nervové soustavy byla odvozena extrapolací ze vztahu dávka/účinek u methylrtuti. Methylrtuť a ethylrtuť se dostávají do všech tkání, procházejí skrz hematoencefalickou a placentální bariéru; stejně volně se po těle pohybuje také ethylrtuť. Později bylo zjištěno, že ethylrtuť se odbourává mnohem rychleji než methylrtuť. Přestože má anorganická rtuť metabolizovaná z ethylrtuti v mozku výrazně delší poločas, nejméně 120 dnů, tak je mnohem méně toxická než anorganická rtuť z par rtuti.

### Jako alergen

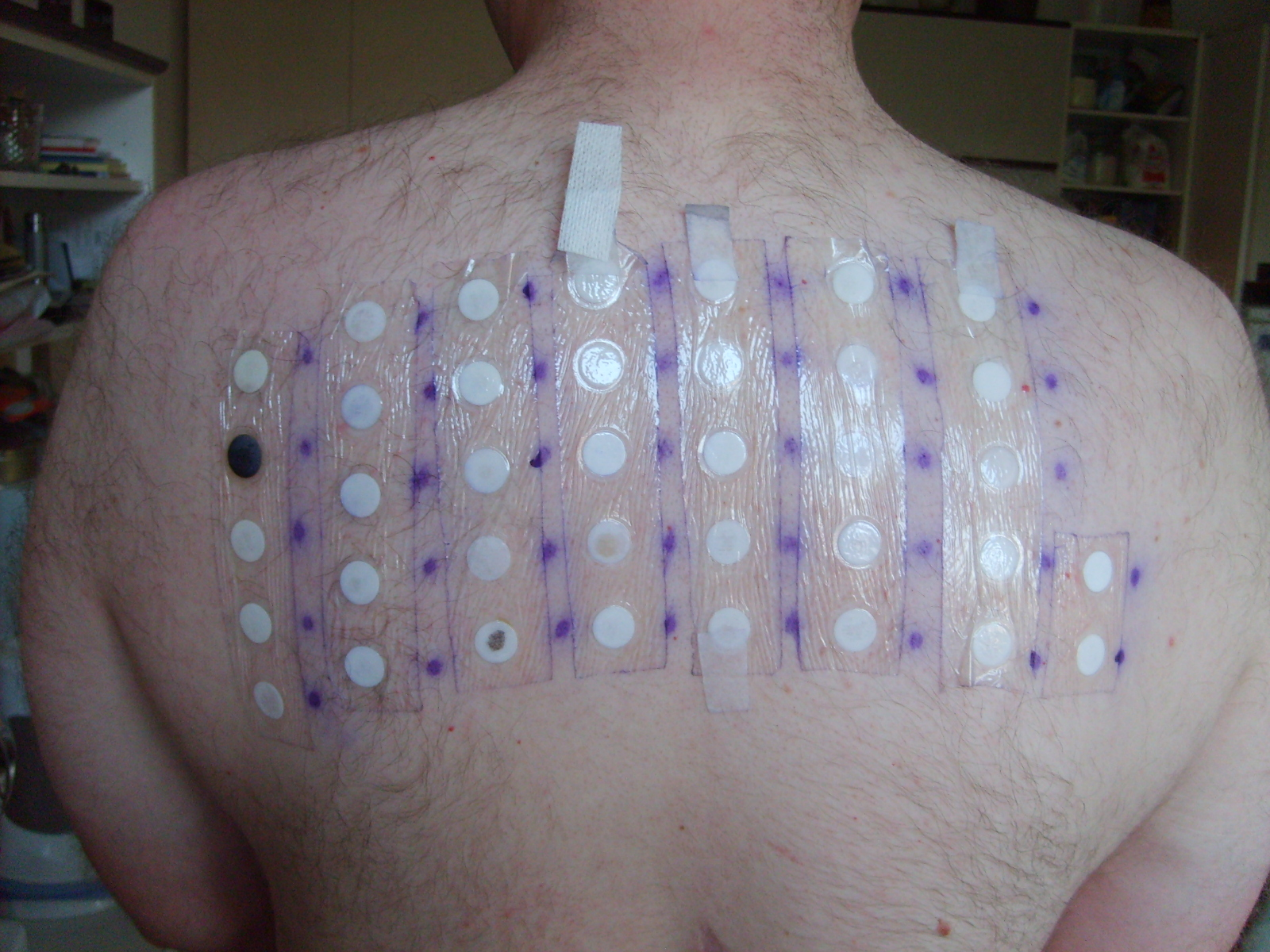

Thiomersal se používá při epikutánních testech na alergické reakce, jako jsou dermatitida a zánět spojivek. V roce 2007 byla vydána studie, ve které mělo v Norsku 1,9 % dospělých tento test při použití thiomersalu pozitivní; vyšší výskyt kontaktní alergie (až 6,6 %) byl pozorován v Německu.
Jedinci citliví na thiomersal mohou obdržet nitrosvalové vakcíny namísto podkožních.